# Petru Muntean
Petru Muntean (n. 1877, Brașov – d. 1940, Brașov) a fost un delegat în Marea Adunare Națională de la Alba Iulia, organismul legislativ reprezentativ al „tuturor românilor din Transilvania, Banat și Țara Ungurească”, cel care a adoptat hotărârea privind Unirea Transilvaniei cu România, la 1 decembrie 1918.

## Biografie
Petru Muntean s-a născut în 1877 la data de 23 august în orașul Brașov.

## Activitatea politică
A fost secretar al Comitetului executiv al Sfatului național român din țara Bârsii. A luat parte la Marea Adunare de la Alba Iulia. A mai ocupat funcția de prim notar-director de prefectură a județului Brașov.